# Берёзовское месторождение полиметаллических руд
Берёзовское месторожде́ние полиметалли́ческих руд — находится в Восточно-Казахстанской области, в 55 км к северо-западу от Усть-Каменогорска в границах Берёзовско-Белоусовского рудного поля.
В тектоническом плане принадлежит к области сопряжения северо-восточного крыла Иртышского антиклинория и Иртышской зоны смятия, и приурочено к сложной складчатой структуре, ограниченной с ceвepo-востока Главным, а с юго-запада Краевым Иртышским разломами, являющимися ветвями Иртышского глубинного шва подкорового заложения.
Открыто по следам древних горных выработок в 1730 году и с тех пор разрабатывается.
Состоит из девонских порфироидов (альбитофир-известняков) и бирюзы (кварцево-карбонатных), содержит хлорит-серицитовые сланцы. Эти породы подвергались региональной динамометаморфизации, в дальнейшем — сильной гидротермальной метасоматизации (процессам окварцевания, серицитизации, хлоритизации, карбонизации), Руды содержат цинк и свинец, а также золото и серебро. В зоне окисления на глубине 40—50 м главными минералами являются халькозин, ковеллин, пирит, марказит.
Руды перерабатываются на Ертисском горно-металлургическом комбинате.